# Горан Сукно
Горан Сукно (6 квітня 1959) — югославський ватерполіст.
Олімпійський чемпіон 1984 року.
Чемпіон світу з водних видів спорту 1986 року.
Срібний призер Чемпіонату Європи з водного поло 1985 року.